# Джон Гилгуд
Сър Джон Гилгуд (на английски: Sir John Gielgud) е британски филмов и театрален актьор, режисьор и продуцент. Той е сред малкото актьори, печелили всичките четири най-престижни награди „Оскар“ (за кино), „Еми“ (за телевизия), „Грами“ (за музика) и „Тони“ (за театър).
Потомък на известната актьорска фамилия Тери, Гилгуд рано постига международна слава посредством изключително изразителното си изпълнение в ролята на Хамлет през 1937 година, с което чупи боксофис рекордите на Бродуей.

## Семейство
Роден е като Артър Джон Гилгуд на 14 април 1904 година в южната част на централния лондонски район – Кенсингтън, в семейството на Кейт Тери и Франк Гилгуд. Родът му по майчина линия е с традиции в театралната актьорска професия, като се започне от прабаба му – актрисата Кейт Тери и пралеля му – викторианската актриса Елен Тери.
Бащата на Гилгуд, роден през 1880 година, е католик произхождащ от полско-литовска благородническа фамилия от град Гелгаудишкис, някога във Великото литовско княжество (днес на територията на област Мариямполе в Литва). По-големият брат на Джон – Вал Гилгуд е влиятелен пионер в предаванията на радио Би Би Си. Племенницата на Джон – Мейна Гилгуд е танцьорка и някогашен артистичен директор на „Австралийския балет“ и „Кралския датски балет“.

## Кариера

### Образование
Джон Гилгуд посещава начално училище в град Годалминг, графство Съри и Уестминстърския кралски колеж „Св. Петър“ в Лондон, където получава кралска стипендия. След дипломирането си там, за кратко се обучава в „Кралската академия за драматично изкуство“ в Блумсбъри.

## Избрана филмография
| година | филм                      | оригинално заглавие          | роля                    | режисьор         | бележки                           |
| ------ | ------------------------- | ---------------------------- | ----------------------- | ---------------- | --------------------------------- |
| 1953   | Юлий Цезар                | Julius Caesar                | Гай Касий Лонгин        | Джоузеф Манкевич | награда БАФТА                     |
| 1955   | Ричард ІІІ                | Richard III                  | Джордж – дюк на Кларънс | Лорънс Оливие    |                                   |
| 1964   | Бекет                     | Becket                       | Крал Луи VII            | Питър Глинвил    | номинация за „Оскар“              |
| 1965   | Камбани в полунощ         | Chimes at Midnight           | Крал Хенри IV           | Орсън Уелс       |                                   |
| 1973   | Изгубен хоризонт          | Lost Horizon                 | Чанг                    |                  |                                   |
| 1974   | Убийство в Ориент Експрес | Murder on the Orient Express | Едуард Бедоус           | Сидни Лумет      | награда БАФТА                     |
| 1979   | Калигула                  | Caligula                     | Нерва                   | Тинто Брас       |                                   |
| 1980   | Човекът слон              | The Elephant Man             | Кар Гом                 | Дейвид Линч      |                                   |
| 1981   | Артър                     | Arthur                       | Хобсън                  | Стив Гордън      | награди „Оскар“ и „Златен глобус“ |
| 1982   | Ганди                     | Gandhi                       | Барон Ъруин             | Ричард Атънбъро  |                                   |
| 1991   | Книгите на Просперо       | Prospero's Books             | Просперо                | Питър Грийнауей  |                                   |
| 1995   | Първият рицар             | First Knight                 | Осуалд                  | Джери Зъкър      |                                   |
| 1996   | Хамлет                    | Hamlet                       | Приам                   | Кенет Брана      |                                   |
| 1996   | Блясък                    | Shine                        | Сесил Паркс             | Скот Хикс        |                                   |
| 1998   | Елизабет                  | Elizabeth                    | Папа Пий V              | Шекхар Капур     |                                   |